# My First Album (álbum)
My First Album (Mi primer álbum;español) es el primer álbum de la reconocida drag queen, cantante y actor, Divine. Fue lanzado a mediados de 1982 con su totalidad de seis canciones, obteniendo el éxito principal el sencillo "Shoot Your Shot"

## Lista de canciones
1. "Shoot Your Shot"  6:24
2. "Jungle Jezebel"  4:42
3. "Native Love"  3:56
4. "Kick Your Butt"  5:22
5. "Alphabet Rap"  6:32
6. "Native Love (Instrumental)" 8:10

## Shoot Your Shot
El sencillo "Shoot your shot" destaca principalmente la primera grabación musical de Divine y así también por su éxito llevado en la década de 1980. Según la lista semanal de Dutch Top 40, el sencillo inicia con el puesto número 26, pero no tardo al llegar al puesto número 3 y se mantuvo durante 10 semanas aproximadamente.